# Jean Carmen
Jean Carmen, nata Jean Carmean (Portland, 7 aprile 1913 – Charleston, 26 agosto 1993), è stata un'attrice statunitense.

## Biografia
Jean Carmen, da non confondere con l'attrice Jeanne Carmen attiva negli anni cinquanta e sessanta, utilizzò anche il nome di Julia Thayer. Iniziò come ballerina nella compagnia di rivista Fanchon e Marco e proseguì dal 1933 nel cinema. Nel 1934 fu tra le tredici WAMPAS Baby Stars. Riportò i suoi maggiori successi nel genere western.
Lasciò nel 1939 la recitazione dopo una ventina di film, a parte una comparsata nel 1953 in Arrivan le ragazze. Si sposò e viaggiò spesso in Europa e in particolare in Italia. Nel 1961 iniziò a dirigere il film The Pawn, che produsse e di cui aveva scritto la sceneggiatura. Vi recitava anche il figlio Guy Dillow. Il film ebbe molte traversie e fu terminato soltanto nel 1968. Alcune scene furono girate ad Amalfi.
Stabilitasi a Charleston, nella Carolina del Sud, vi morì nel 1993. Fu cremata e le ceneri disperse nell'Atlantico al largo della Florida.

## Riconoscimenti
- WAMPAS Baby Star nel 1934

## Filmografia parziale
- Midshipman Jack (1933)
- Il tempio del dottor Lamar (1934)
- Born to Battle (1935)
- Wolves of the Sea (1936)
- Gunsmoke Ranch (1937)
- The Painted Stallion (1937)
- Arizona Gunfighter (1937)
- Million Dollar Racket (1937)
- Paroled from the Big House (1938)

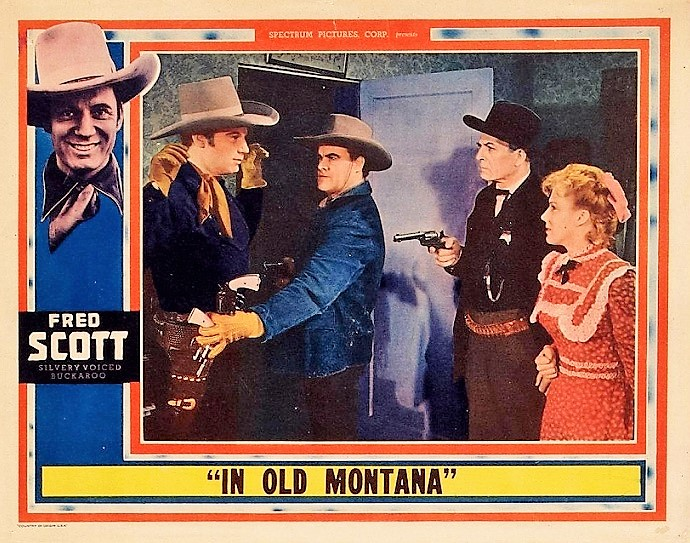
Poster del film I moschettieri della prateria

- I moschettieri della prateria (1939)
- Arrivan le ragazze (1953)